# Bogdan Marișca
Bogdan Marișca (n. 5 martie 1970, Cluj, România) este un automobilist de raliu român. Este dublu campion național al României la raliuri, în 2005 și 2017.
A debutat în Campionatul Național de Raliuri în 1993, la bordul unei mașini Dacia 1410. În 1997, a contribuit la titlul obținut la echipe de Automobile Dacia, pilotând o mașină Dacia Liberta. Devine prima dată campion național în 2005, după ce obține trei victorii de etapă, în Raliul Maramureșului, Raliul Clujului și Raliul Muscelului. În 2007, înregistrează patru victorii de etapă: Raliul Banatului, Raliul Siromex, Raliul Clujului și Raliul Sibiului, dar încheie pe locul secund la general. Redevine campion național în 2017, după ce câștigă Raliul Clujului, Raliul Aradului și Raliul Harghitei.